# Chotaro Kawasaki
Chotaro Kawasaki (Odawara, 26 de noviembre de 1901 - 6 de noviembre de 1985) fue un escritor japonés, uno de los máximos exponentes de la corriente literaria conocida en Japón como «novela del yo».

## Biografía
En la adolescencia se vio obligado a abandonar los estudios para trabajar en el humilde negocio minorista de pescado de su familia, ocupación por la que no sentía interés alguno. A esas alturas había nacido ya en él una fuerte vocación literaria, que chocó de frente con los deseos de sus padres. Kawasaki renunció entonces a sus derechos como primogénito en favor de su hermano menor y se estableció en Tokio, donde comenzó a colaborar en diferentes revistas y recibió de lleno la influencia de las corrientes anarquistas de la época, junto a la de movimientos artísticos como Dadá. Sin embargo, conocer de primera mano la dureza del oficio de sus padres, que subían y bajaban diariamente las cuestas de la estación balnearia de Hakone cargados con el pescado que distribuían a los hoteles de la localidad, lo ayudó a profundizar en realidades más prosaicas.
Tras el gran terremoto de Kanto, el 1 de septiembre de 1923, Kawasaki abandonó su actividad política y la poesía de corte popular que había venido practicando hasta entonces para centrarse en la «novela del yo», corriente narrativa de hálito autobiográfico de la que su mentor y maestro Sūshei Tokuda había sido pionero. Pese a ese giro radical en su carrera, Kawasaki no abandonó la minuciosa descripción de la trágica realidad de la gente corriente, así como la de su propia existencia solitaria. La extracción social humilde de Kawasaki contrastó siempre de forma llamativa con la de la mayoría de los escritores de éxito en Japón, entre los que también se hallaba su maestro Tokuda, de ascendencia nobiliaria. 
Su debut como narrador llegó en febrero de 1925 con la publicación en la revista Nueva Novela (Shin Shosetsu) del relato en forma de nouvelle «Sin título», crónica de la relación entre una camarera y un joven con aspiraciones literarias. 
A lo largo de la década que siguió, Kawasaki siguió publicando regularmente, aunque sin superar nunca la mera condición de «escritor novel». Más adelante, la pujanza de la literatura proletaria lo obligó a circunscribir su actividad creativa a unas pocas revistas de corte estrictamente literario, a pesar de lo cual, en 1935 fue finalista del premio Akutagawa. Dos años más tarde, su antología Flores marchitas (1937), en la que describía el drama de las prostitutas del barrio del placer de Tamanoi, llamó la atención del público, y lo mismo sucedió con su siguiente antología, titulada Árbol desnudo (1939). Es en esta última donde Kawasaki introduce a un personaje basado en el famoso director de cine Yasujirō Ozu. Ambos, Kawasaki y Ozu, frecuentaron y amaron a una misma geisha durante casi una década, la joven Sakae Mori. A partir de ese episodio, Kawasaki escribió una serie de relatos que reunió bajo el epígrafe «Lo de Ozu». El propio Ozu dedicó en sus diarios varios haikus a Kimie (nombre de geisha de Mori). Los relatos de Kawasaki son un documento fundamental para abordar la compleja personalidad del cineasta, hombre de éxito y también, por esa causa, antagonista perfecto de Kawasaki. 
Durante sus años de formación, Kawasaki fue alternando estancias en Tokio y Odawara, hasta que, en 1938, las circunstancias lo obligaron a establecerse definitivamente en su ciudad natal. A partir de esa fecha y durante muchos años, ocupó un pequeño granero adyacente al antiguo hogar familiar, una cabaña desvencijada de madera y techo de zinc, en la que una caja de cervezas hacía las veces de mesa de lectura y escritorio. Sin electricidad ni agua corriente, utilizaba los aseos públicos de la ciudad para lavarse y se calentaba con velas en invierno.
Tras el ataque a Pearl Harbour y a medida que la guerra se intensificaba, Kawasaki emprendió una nueva serie de relatos sobre el progresivo descenso a los infiernos de las clases populares en la retaguardia, titulado Vela (1942). En 1944, muy avanzada la guerra, Kawasaki fue llamado a filas y, un año antes del fin de la contienda, lo destinaron al archipiélago de Ogasawara, experiencia que reflejó en el ciclo titulado «Lo de Chichi- Jima», escrito en tiempo de posguerra y que constituye un hito de la llamada «literatura de guerra». 
Pero fue más tarde cuando Kawasaki disfrutó de su particular momento de gloria, gracias a Makocho (1950), una serie de relatos de ambientados en el barrio del placer de Odawara, donde describe las rutinas de un escritor cercano a la vejez y asiduo de los prostíbulos, que malvive en una chabola. Kawasaki alcanzó así una relativa fama literaria que no alteró sus hábitos austeros ni sus paseos diarios por la ciudad.
En 1962, con sesenta años de edad, contrajo matrimonio con una mujer treinta años más joven que él. Desde ese momento, su obra comenzó a abordar los pormenores de su vida matrimonial: El matrimonio de un solterón y La viuda de treinta años (1962) obtuvieron un notable éxito. 
A los sesenta y siete años, sufrió un ictus que le dejó la mitad derecha del cuerpo paralizada, a pesar de lo cual continuó ejerciendo su actividad literaria con normalidad. Otras colecciones posteriores fueron Hierbas escondidas (1972), Nevada ligera (1980) y Crepúsculo (1983). 
En 1977, ganó el 25º Premio Kikuchi Kan; en 1980, Kawade Shobo Shinsha publicó las Obras Completas en cinco volúmenes, con las que obtuvo el 31.º Premio de Fomento del Arte del Ministerio de Educación de Japón al año siguiente.
Años antes de su desaparición, algunas voces destacaron su relevancia en las letras japonesas.Masuji Ibuse lo consideró uno de los pilares del siglo literario nipón. El Premio Nobel Kenzaburō Ōe manifestó que Kawasaki era un autor «irrepetible».
Chotaro Kawasaki murió de neumonía en 1985 en su ciudad natal. 
En 2015, con motivo del trigésimo aniversario de su muerte, el Museo de Literatura de Odawara en colaboración con el poeta Takashi Hiraide (autor de la novela de éxito internacional El gato que venía del cielo y difusor de la obra de Kawasaki fuera de Japón) organizó la exposición «Los caminos recorridos por Chotaro Kawasaki», donde se pudo recorrer su vida y obra a través de sus manuscritos y otros valiosos materiales.